# Jozef Barmoš
Jozef Barmoš   (Šurany, 28 d'agost de 1954) és un exfutbolista eslovac de la dècada de 1970 i entrenador.
Fou 52 cops internacional amb la selecció txecoslovaca amb la qual participà en la Copa del Món de Futbol de 1970.
Pel que fa a clubs, defensà els colors de Inter Bratislava i Dukla Praga.
Fou entrenador a les categories inferiors de la selecció eslovaca i al MŠK Žilina i Inter Bratislava.